# تونوتا، بوتسوانا
تونوتا (به انگلیسی: Tonota) شهری در ناحیهٔ مرکزی کشور بوتسوانا است که در سال ۲۰۰۰ میلادی ۱۸٬۸۱۶ نفر جمعیت داشته که از این تعداد، ۸٬۷۴۵ نفر مرد و ۱۰٬۰۷۱ نفر زن بوده‌اند.